# علیرضا برازش
علیرضا برازش (متولد ۱۳۳۴ در تهران) نویسنده و پژوهشگر حوزه قرآن و حدیث است. او برای نگارش کتاب المعجم المفهرس لالفاظ الاصول من الکافی برگزیدهٔ هفتمین دورهٔ کتاب سال ایران شد.
برازش از سال ۱۳۸۴ تا ۱۳۸۸ و مجدداً از ۱۳۹۵ تا ۱۳۹۷ مدیریت شبکه یک را بر عهده داشت و مدت کوتاهی نیز مدیر شبکه دو بود.
وی بارها و بارها به عنوان پژوهشگر در ساخت سریالهای تلویزیونی معرفی شده است که می توان به سریال‌های "احضار" و "او یک فرشته بود" اشاره کرد.